# 安提利亞
安蒂利亞或安提利亞（Antillia 或 Antilia）是一座幽靈島，亞里斯多德的《世界蒐奇》提到有迦太基商人航行大海洋抵達一座富庶的島嶼─安提里亞。
它起源於一個古老的伊比利亞傳說，發生在穆斯林征服西班牙期間。為了逃離穆斯林征服者，七名基督教西哥特主教乘船向西航行，進入大西洋，最終登陸一個（名叫 Antilha 的）島嶼，在那裡他們建立了七個定居點。
在 1424 年的 Zuane Pizzigano 波特蘭型海圖中，該島首次以大型矩形島的形式出現。此後，它經常出現在 15 世紀的大多數海圖上。 1492 年之後，當北大西洋開始定期航行並變得更加準確時，對安提利亞的描繪逐漸消失。儘管如此，它的名字被用於命名安的列斯群島。
15 世紀海圖上經常出現巨大的“Antillia”，這導致人們猜測它可能代表美洲陸地，並推動了許多關於前哥倫布時期跨洋接觸的理論。

## 假說

### 台灣假說
1995年，南佛羅里達大學羅伯特．菲森(Robert Fuson)教授的著作《傳奇大洋島》曾對安提里亞大島進行考證，根據他的四項論點：
安提里亞的大小與形狀、主要河口、五大河川與海岸線特徵，並且蘊藏金沙大都與台灣相同，並且其西方的小島伊瑪那就是澎湖群島。